# پاتریک برنان
پاتریک برنان (انگلیسی: Patrick Brennan; ۳۰ ژوئیهٔ ۱۸۷۷ – ۱ مهٔ ۱۹۶۱) بازیکن لاکراس اهل کانادا بود.